# Fienden i djupet
Fienden i djupet (engelska: The Enemy Below) är en amerikansk långfilm från 1957 i regi av Dick Powell, med Robert Mitchum, Curd Jürgens, David Hedison och Theodore Bikel i rollerna. Den vann en Oscar för bästa specialeffekter vid Oscarsgalan 1958.

## Rollista
| Robert Mitchum  | – Kapten Murrell      |
| Curd Jürgens    | – Kapten von Stolberg |
| David Hedison   | – Löjtnant Ware       |
| Theodore Bikel  | – Schwaffer           |
| Russell Collins | – Läkaren             |
| Kurt Kreuger    | – Von Holem           |
| Frank Albertson | – Löjtnant Crain      |
| Biff Elliot     | – Styrman             |
| Alan Dexter     | – Fänrik Merry        |
| Jeff Daley      | – Corky               |